# Carl Östberg
Carl Östberg, född 26 april 1764 i Västerås, död 2 september 1842 på Stora Katrineberg i Brännkyrka, var en svensk brukspatron och grosshandlare. Han gifte sig 1804 med Carolina Elisabeth Tham, syster till Per Adolf Tamm. 
Efter fadern hade Östberg ärvt en betydande andel i Stora Kopparbergs bergslag. Genom hustruns arv efter Adolf Ulric Grill och Anna Johanna Grill blev Östberg 1809 delägare i Söderfors bruk. Efter ytterligare uppköp kontrollerade han omkring en fjärdedel av bruket På äldre dagar avvecklade Carl Östberg sin grosshandlarverksamhet och titulerades istället brukspatron, det är dock tveksamt om han deltog aktivt i brukens skötsel.

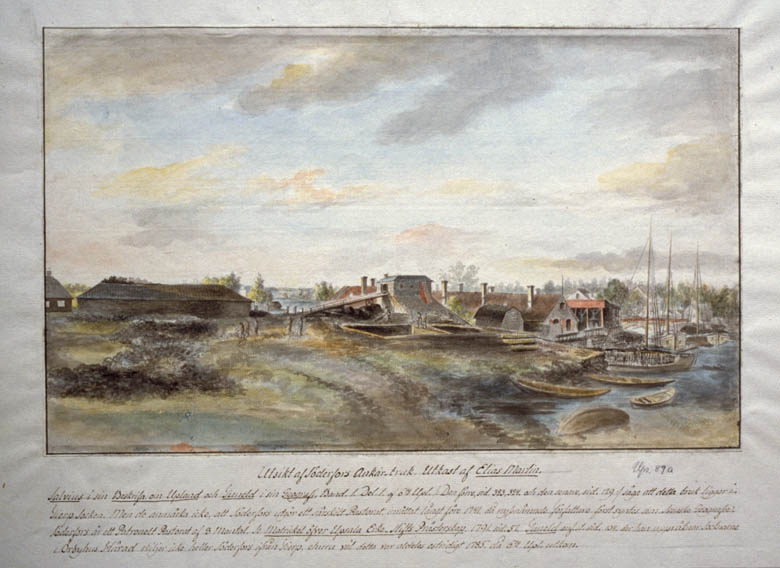
Söderfors ankarbruk omkring 1800. Akvarellerad pennteckning av Elias Martin.

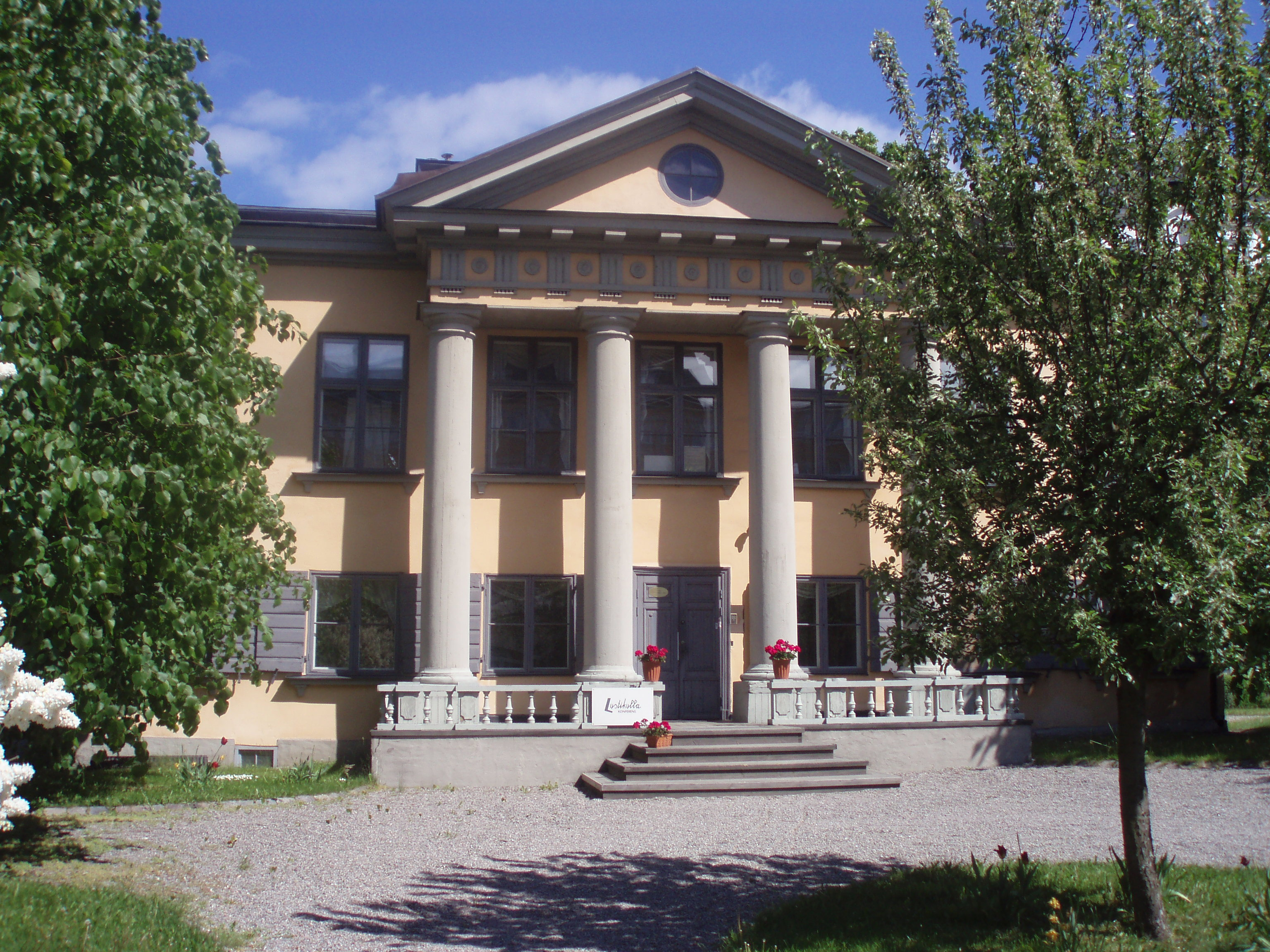
Stora Katrinebergs gård

År 1822 köpte Carl Östberg gården Stora Katrineberg vid Liljeholmen strax utanför Stockholm för att använda som sommarställe. Under Östbergs tid brukade Karl XIV Johan stanna till vid Katrineberg för att göra toalett innan han genom Hornstull gjorde entré i staden. Carl Östberg avled på sitt sommarställe 1842 och gården ärvdes då av hans dotter Emelie Östberg, gift Sehmann.

## Barn
- Carl Östberg junior född 1806, död 1865. Ogift
- Gustaf Östberg född 1807, död 1871, Gift med sin syssling Anne Louise Grill
- Christina Carolina Östberg född 1812, död 1880. Gift med sin kusin brukspatron Clas Tamm
- Emelie Östberg, född 1816, död 1894. Gift med sin kusin brukspatron Adolf Sehmann
- Aurore Östberg, född 1818, död 1895. Gift med kammarherre Ewald Leijonmarck
- Adelaide Elisabeth Charlotta Östberg, född 1820, död 1828. (Kuriosa: En dikt av skalden och ärkebiskopen J O Wallin från 1828 bär hennes namn. Dikten var avsedd att läsa vid hennes bisättning och avslutat med faderns namn "Carl")[4]